# Estación Ignao
Ignao fue una estación de ferrocarriles chilena ubicada en la localidad de Ignao, Región de Los Ríos. Operó entre 1937 y 1984, como parte del ramal Cocule-Lago Ranco. Actualmente la vía se encuentra levantada y no existen servicios que se detengan en esta estación.

## Historia

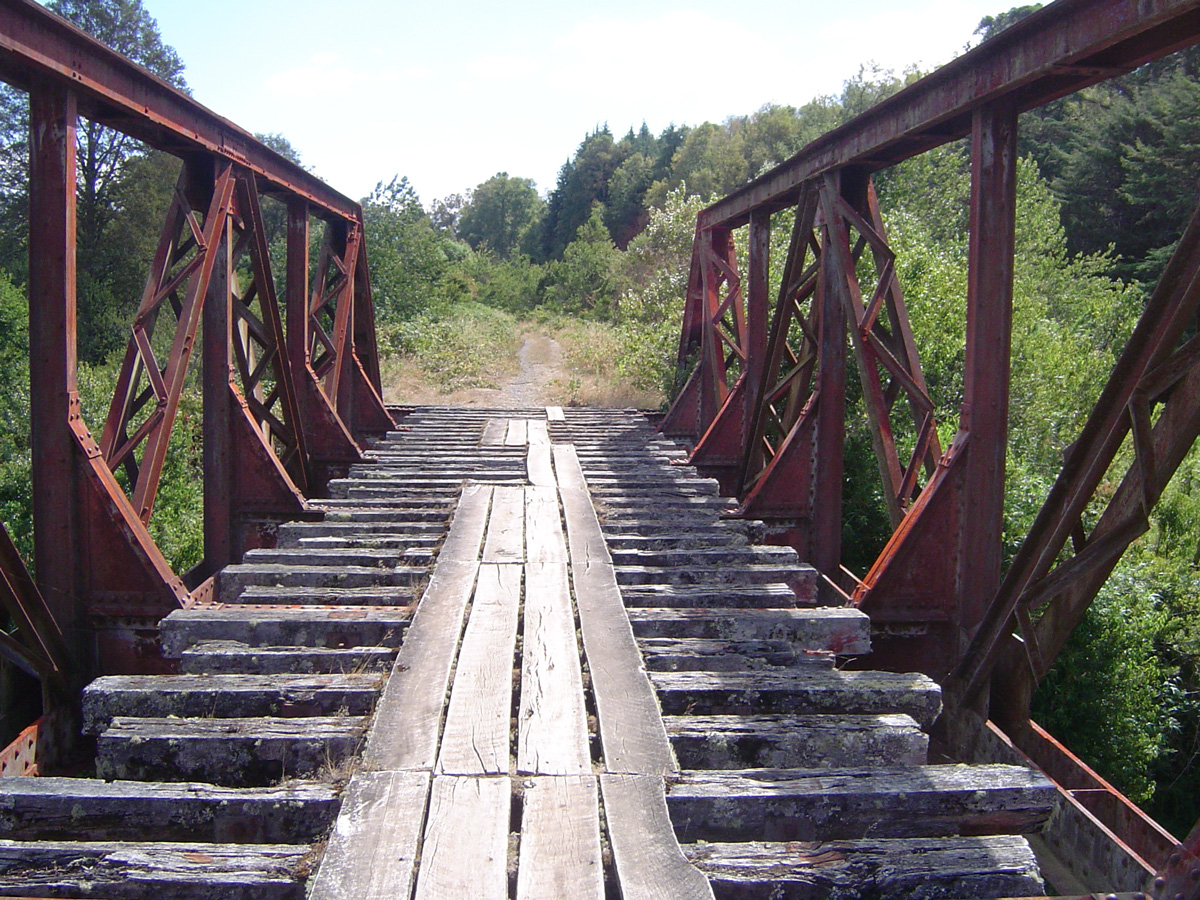
Puente ferroviario Río Ignao, aproximadamente a 2 km de la antigua estación.

Tras la inauguración del ferrocarril entre Valdivia y Osorno, desde 1905 existieron intenciones de construir un ferrocarril a lago Ranco, con la realización de anteproyectos y estudios de trazado. Entre 1925 a 1928 se desarrollaron los estudios finales y las obras de construcción se ejecutaron entre 1929 a 1937. Ya para 1937 la estación y la línea fue inaugurada.
El 16 de enero de 1936 el ingeniero chileno y experto en ferrocarriles Santiago Marín Vicuña falleció en un accidente donde el autocarril en el que viajaba chocó con un vagón en un desvío de la vía férrea en esta estación.
La estación, así como el resto del ramal, dejó de operar servicios de pasajeros en 1984. La estación actualmente no existe, y durante 2017 el sector fue remodelado como un área verde para la localidad.